# Ion Roată
Ion Roată es una comuna ubicada en el distrito de Ialomița, Rumania.

## Superficie
Cuenta con una superficie de 43,41 kilómetros cuadrados.

## Demografía
Hasta 2021 la población era de 3476 habitantes, con una densidad de población de 80,07 habitantes por kilómetro cuadrado.